# Новогнедовский сельский совет
Новогнедовский сельский совет (укр. Новогнідська сільська рада) — входит в состав
Синельниковского района
Днепропетровской области
Украины.
Административный центр сельского совета находится в 
с. Новогнедое.

## Населённые пункты совета
- с. Новогнедое
- с. Вербовое
- с. Грушевато-Криничное
- с. Дубовое
- с. Запорожец
- с. Ивановка
- с. Сухая Калина